# Ptilotrichum pyrenaicum
Ptilotrichum pyrenaicum là một loài thực vật có hoa trong họ Cải. Loài này được (Lapeyr.) Boiss. miêu tả khoa học đầu tiên năm 1839.